# Ommata maia
Ommata maia là một loài bọ cánh cứng trong họ Cerambycidae.